# Ilsa, She Wolf of the SS
Ilsa, She Wolf of the SS är en nazisploitationfilm från 1974, producerad i USA. 

## Handling
Den sadistiska lägerkommendanten Ilsa vill genom en rad olika experiment bevisa att kvinnor tål mer smärta än män. Samtidigt tvingas de manliga fångarna i lägret ta konsekvenserna av Ilsas omättliga sexlust. Varje natt våldtar hon en ny man för att sedan få honom kastrerad i vrede över att han fått utlösning.
En dag hamnar dock en amerikansk krigsfånge som kan hålla tillbaks sin utlösning i lägret, något som i slutändan kan användas emot henne.

## Om filmen
Ilsa, She Wolf of the SS är den första av en serie filmer om fångvaktaren Ilsa, det är dock den enda som utspelar sig i ett nazistiskt fångläger. Det finns två officiella uppföljare: Ilsa, Harem Keeper of the Oil Sheiks och Bödeln från Sibirien. Det finns även en inofficiell uppföljare regisserad av Jesus Franco, Ilsa, the Wicked Warden. Ilsa spelas i alla filmer av Dyanne Thorne.
Huvudkaraktären Ilsa är löst baserad på Ilse Koch som var kommendant i det nazityska koncentrationslägret Buchenwald.